# William Taylor Sullivan Barry

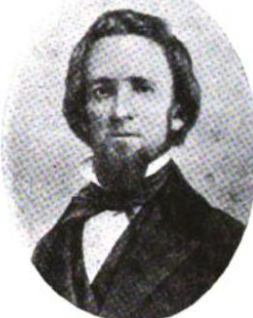
William S. Barry

William Taylor Sullivan Barry (* 10. Dezember 1821 in Columbus, Mississippi; † 29. Januar 1868 ebenda) war ein Politiker aus dem US-Bundesstaat Mississippi. Er war Mitglied der Demokratischen Partei.

## Werdegang
William Barry wurde in Columbus im Lowndes County geboren. Er graduierte 1841 am Yale College, studierte anschließend Jura und wurde 1844 als Anwalt zugelassen. Anschließend begann er in Columbus zu praktizieren. Er beschäftigte sich auch auf seiner Plantage. Barry kandidiere 1849 für einen Sitz im Repräsentantenhaus von Mississippi, wo er nach erfolgreicher Wahl bis 1851 verblieb. Danach wurde er als Demokrat in den 33. US-Kongress gewählt. Seine Amtszeit dort währte vom 4. März 1853 bis zum 3. März 1855. Danach wurde er wieder in das Repräsentantenhaus von Mississippi gewählt, wo er 1855 das Amt des Speakers bekleidete. Er war 1861 Präsident des staatlichen Sezessionskonvents. Ferner vertrat er seinen Staat als Deputierter beim Provisorischen Konföderiertenkongress. Als der Sezessionskrieg durch den Angriff auf Fort Sumter im April 1861 ausbrach, verpflichtete sich der Sklavenhalter Barry kurze Zeit später in der Confederate States Army, wo er das 35. Infanterieregiment von Mississippi aushob und zeitweise als Brigadekommandant diente. Er wurde am 12. April 1865 bei Mobile gefangen genommen.
Nach dem Krieg nahm er in Columbus wieder seine Tätigkeit als Anwalt auf, wo er am 29. Januar 1868 starb. Er wurde auf dem „Odd Fellows Cemetery“ beigesetzt.